# Курвиц, Оскар
Оскар Курвиц (эст. Oskar Kurvits; 29 сентября 1888, Верроский уезд, Лифляндская губерния, Российская империя — 20 декабря 1940, Тарту, ЭССР, СССР) — эстонский военный, участник Первой мировой войны и Эстонской освободительной войны.

## Биография
Детские годы Оскара Курвица прошли на ферме его отца. Общее образование он получил в Маммастской и Пылвской приходской школе, а затем продолжил обучение в Выруской городской школе, гимназии Хуго Треффнера и Таллинской общественной гимназии. Специальное военное образование Оскар получил во время Первой мировой войны в Гатчинской школе прапорщиков, а затем на курсах офицеров эстонской постоянной армии.
С 1910 по 1912 год Курвиц служил в Брест-Литовске, затем жил на ферме своего отца до начала Первой мировой войны, принимая участие в местной общественной жизни в качестве примерного менеджера и редактора Пылвского общества народного образования.

### Первая мировая война
Весной 1917 года на вооружение поступил 1-й Эстонский пехотный полк Эстонских национальных войск, где Оскар прослужил до 15 апреля 1918 года. Он участвовал в формировании военной части, а также принимал участие в разработке военной лексики на эстонском языке в качестве члена комиссии.

### Освободительная война
Во время немецкой оккупации летом 1918 года Курвиц был организатором подпольного союза обороны в Вырумаа по приказу генерала Эрнеста Пыддера. В период освободительной войны он служил на бронепоезде Капитан Ирв.

### Эстонская Республика
1 июня 1920 года Оскар Курвиц был назначен помощником командира пограничного контроля республики, с 1 июня 1921 года по 25 января 1922 года помощник командира Таллиннского округа береговой охраны.
С 26 января 1922 года по 9 октября 1926 года Курвиц был секретарём военного учебного комитета и начальником штаба сил обороны.
С 10 октября 1926 года по 10 июля 1927 года он был главным редактором журнала Sõdur, 11 июля 1927 года был назначен в комитет истории сил обороны, где перед Оскаром стояла задача написать военную историю первого периода создания национальных отрядов и лиги обороны, а также историю февральской и октябрьской революций и немецкой оккупации.
24 февраля 1933 года Оскар Курвиц стал подполковником.

### Социальная деятельность
Курвиц сотрудничал с Postimees, Päevaleht, Vaba Maa, Võru Teataja, Meie Aastasaja, Sõdur, Kaitse Kodu и несколькими финскими, латвийскими и польскими журналами, в основном освещая темы военной истории.
Оскар состоял в Ассоциации братьев Креста Свободы, Эстонском литературном обществе и Таллинском академическом клубе. 22 марта 1932 года он был избран в правление комитета памяти о войне за независимость и назначен секретарём комитета. Курвиц был главным редактором газеты Vabadussõja Tähistel и журнала Vabadusmonument.

### Поздние годы

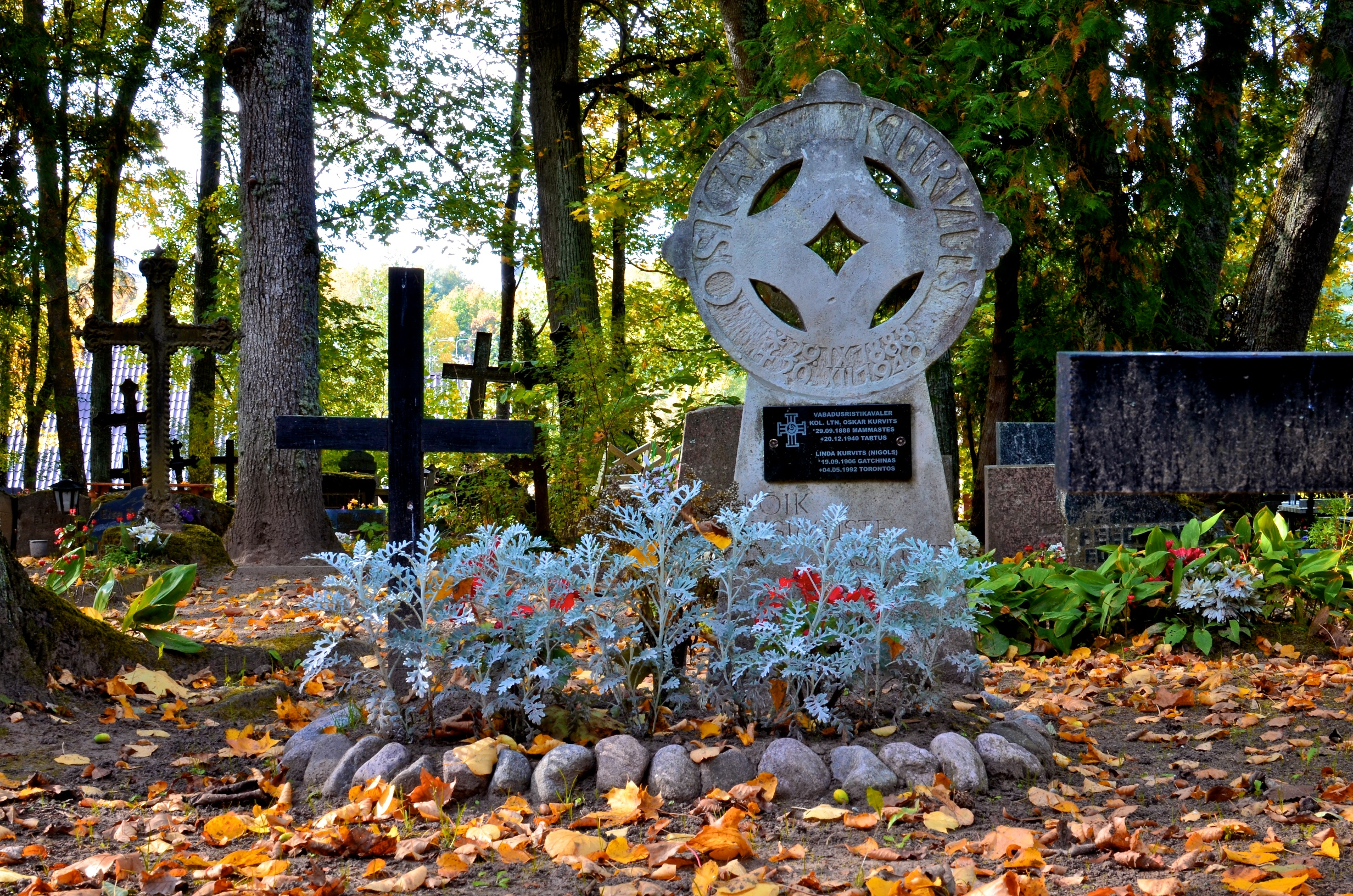
Могила Оскара Курвица на Пылвском кладбище

В последние годы жизни Курвиц построил новый летний дом в Таэваскоя, где не мог жить сам, хотя его семья жила там до его эвакуации осенью 1944 года.
Оскар Курвиц умер от перитонита 20 декабря 1940 года и был с почестями похоронен на Пылвском кладбище. 29 мая 1975 года на его могиле был установлен каменный солнечный крест.
О похоронах его дочь Айно вспоминала так: "Папу положили в гроб в форме русского полковника. Оркестр Красной армии играл русские марши, что было очень неприятно. Гроб везли на грузовике, а семья следовала за ним на автомобиле. Когда мы свернули, картина изменилась. На дороге лежали ветки деревьев, а нас ждала большая толпа. Вырумаа приняла своего мёртвого сына с честью и любовью. Церковь была полна народа. Когда служба началась, дверь отворилась, и в зал вошли с полдюжины эстонских офицеров во главе с Яаном Курвицем (братом Оскара). Им было наплевать на политику, они пришли попрощаться со своим товарищем".

## Личная жизнь
Оскар Курвиц родился в семье Михкела Курвица и Анн Пуррасон. У него было 5 братьев и 2 сестры.
В 1925 году Оскар женился на Линде Ниголс (1906—1992). У них родилось трое детей: Айно (1926—2016), Илмар (1930—1994), Хенн (род. 1937).

## Награды
- Кавалер ордена Креста Свободы I класса 3 степени
- Кавалер ордена Орлиного креста V класса

## Наследие
28 июля 2018 года в центре деревни Таэваскоя открылась мемориальная скамья Оскара Курвица.